# ドラマ7
『ドラマ7』（ドラマセブン）は、BS朝日が編成しているテレビドラマの再放送枠である。編成時間は毎週月曜 - 木曜 19:00 - 19:54 （日本標準時）。

## 概要
テレビ朝日の『木曜ミステリー』枠で放送されていた作品や相棒シリーズの作品を放送することが多い。
本枠が2時間ドラマを放送する日には、直前の時間帯に編成されている『ドラマ6』が休止になる。また、同時間帯にスーパーベースボールまたはAFCチャンピオンズリーグの中継がある日には、『ドラマ6』も本枠も休止になる。

## この枠で放送される主なシリーズ
- 相棒
- 科捜研の女
- 新・科捜研の女
- 京都地検の女
- 京都迷宮案内
- 新・京都迷宮案内
- おみやさん
- その男、副署長
- 警視庁捜査一課9係
- 臨場